# Ernst Warlitz
Ernst Warlitz (* 18. November 1880 im Erzgebirge; † unbekannt) war ein deutscher Humorist und Buchautor.

## Leben
Warlitz verließ schon bald die Heimat und ließ sich in Leipzig, später in Guben nieder. Dort verfasste er mehrere Bücher, die er teilweise im Eigenverlag als Kleine Ernst Warlitz-Bücher herausgab. Dazu zählt Darb unn grodzu! Heimatklänge aus dem sächsischen Erzgebirge. Außerdem war er als humoristischer Vortragskünstler tätig und verfasste mehrere unterhaltsame Romane im Stil der damaligen Zeit. Als Herausgeber des Markt- und Börsenblatts Pferd und Käufer erlangte er überregionale Bedeutung. Zuvor hatte er bereits 1920/21 die Zeitschrift Die Spottdrossel herausgegeben, zu deren Redakteuren Fred Endrikat gehörte.
1935 stand sein Buch Sonne! Das grosse Buch des Lächelns, Lachens und Ernstseins, Leipzig 1928, auf der Liste des schädlichen und unerwünschten Schrifttums und wurde verbrannt und verboten.

## Werke (Auswahl)
- Was ich in 25 Jahren am Brettl brachte und worüber mein Publikum millionenfach lachte, Leipzig: Kunstverlag Wilhelm Backhaus 1925.
- Jubelnde Jugend, Leipzig 1931
- Darb unn grodzu! Heimatklänge aus dem sächsischen Erzgebirge, Leipzig, W. Backhaus, o. J.